# Magda Jansová
Magda Jansová (26. prosince 1906 Olomouc – 17. ledna 1981 Praha) byla česká architektka.

## Život
Vystudovala reálku na Malé Straně. Poté vystudovala architekturu na Vysokou školu architektury a pozemního stavitelství na ČVUT v letech 1925–1930. V letech 1936–1939 pracovala v Paříži v ateliéru Le Corbusiera. Poté pracovala v Praze v ateliéru Vladimíra Grégra.
Později se více věnovala malířské tvorbě.

## Dílo

### Realizované stavby
- 1932 vila, Praha 6 – Dejvice, čp. 1671, České družiny 9

### Nerealizované návrhy
- 1930 Hotel Esplanade, Praha – Malá Strana – školní projekt z ateliéru Antonína Mendla
- projekt školy a opatrovny, Písek
- projekt Národní banky, Bratislava
- 1936 soutěžní návrh na pavilon Československé republiky pro světovou výstavu v Paříži
- 1936 pavilon sklárny Železný Brod

## Spisy
Její projekty jsou publikovány v časopisu Architekt SIA.